# Георги Пашов (филолог)
Вижте пояснителната страница за други личности с името Георги Пашов.
Георги Владов Пашов е български поет и преводач.

## Биография
Роден е през 1960 г. в Бургас. Завършва Българска филология в Софийския университет „Св. Климент Охридски“..
Бил е преподавател по българска литература и английски език. От 1990 г. се занимава професионално с преводаческа дейност. Има издадени четири стихосбирки.
Участва в първата Олимпиада на поезията в Швеция, организирана от IOPP (International Organization of Performing Poets), като член на българския отбор, съставен още от Кристин Димитрова, Силвия Чолева и Кирил Кадийски.

### Поезия
- Обръщения. София: Свободно поетическо общество, 1993, 48 с.[3]
- 30 стихотворения. 1996[4]
- Квартално. София: Стигмати, 1999. ISBN 954-9521-12-5 [5]
- 40 г. по-късно. Стихотворения. София: Факел експрес, 2004, 56 с. ISBN 954-9772-25-X [6][7]

### Други
- Генът щуро племе: Документални записки. София: Арткооп, 1996.
- Уловени театрални мигове: Летопис. Пазарджик: Беллопринт, 1998. ISBN 954-684-028-9

### Преводи
- Джойс Мърсър. Зад маската на юношеския сатанизъм. София: Водолей, 1993.
- студии в сборника Тоталитаризмите на XX век в сравнителна перспектива. София: Сиела, 2010.
- студии в сборника Генезис и структура на историческото събитие. София: Дом на науките за човека и обществото, 2015.